# Hannapes
Hannapes település Franciaországban, Aisne megyében. Lakosainak száma 327 fő (2022. január 1.). Hannapes Iron, Lesquielles-Saint-Germain, Tupigny és Vénérolles községekkel határos.

## Népesség
A település népességének változása:
| Lakosok száma | 386  | 351  | 272  | 259  | 304  | 311  | 318  | 324  | 326  | 327  |
|               | 1968 | 1982 | 1990 | 2006 | 2013 | 2015 | 2017 | 2019 | 2020 | 2022 |